# サッポロ ドラフトワン
サッポロ ドラフトワンはサッポロビールが製造・発売している発泡酒②、および、かつて製造・発売していた第三のビール（新ジャンル）の各商標。原材料に麦芽や麦を一切使わず、えんどう豆から抽出した「エンドウたんぱく」を麦芽や麦の代わりに使用した。酒税法による分類は2006年（平成18年）5月1日改定に伴い「その他の醸造酒（発泡性）①」となったが、2023年（令和5年）10月1日の酒税法の改正に伴い、「発泡酒②」に分類されることとなった。

## 歴史
バブル経済が崩壊した1990年代前半に発泡酒が発売され、その味については様々な意見があったが、中には「ビールよりも発泡酒の味が好み」という人も出現するようになっていた。そこで日本人の嗜好の変化・多様化を感じた同社社員により議論がなされ「もっとスッキリ感のある味わい」がひとつのキーワードとして挙がり、それに沿ったアイデア提案が1999年暮れに研究員達から自発的に提出された。
商品化未定ながらも研究が開始されたが、麦・麦芽の代替原料を見つけるのは容易ではなく、粟・稗・トウモロコシ・大豆など発酵に必要なタンパク質を豊富に含んだ食材で多数実験が行われた。結果は次々と失敗に終わり約2年間低迷したのち、エンドウ由来のエンドウたんぱくで実験を行い好結果が出たことで状況は一変し、2002年12月に「ドラフトワン」のプロトタイプが完成する。
社内では好意的に受け止められたが、新アルコール飲料が市場でどう受け止められるのかなど様々な疑問点が浮上したため試験販売で様子を見ることになり、2003年9月から福岡・佐賀・長崎・大分の九州4県で試験販売開始。消費者の反応が上々で、売上も好調であったことから、2004年2月4日に全国発売開始、販売目標数を何度も上方修正するほど売上が大きく伸びて年末最終実績として1,815万ケースを出荷し、「2004年日経優秀製品・サービス賞」の「最優秀賞日本経済新聞賞」を受賞した。
価格と味が受け入れられてドラフトワンがヒット商品となったことで、同業他社も追随して新商品を投入し、この新ジャンルが活性化したことでマスメディアから「第三のビール」と呼称されるようになった。
しかしその後は、競争が激化し、2005年以降は「キリン のどごし<生>」に第三のビールの売り上げ首位の座を譲っている（企業別でもキリンが首位）。さらに、ビールに近い味わいが求められるようになり、サッポロ社内でも、2011年現在の売り上げは「麦とホップ」（第四のビールとも呼ばれる「リキュール（発泡性）①」で、「ビールと間違えるうまさ」をコンセプトとしている）より下回っている。
分類が発売当初「その他の雑酒②」であったことから、ビール・発泡酒に比べ酒税の負担率が低く、それを反映した参考小売価格125円（350ml缶）であった。しかし、2006年5月1日の税制改定で酒税の増税と分類の改定が行われ、350ml当たり3.8円の増税となり、ドラフトワンは「その他の醸造酒（発泡性）①」に分類されるようになった。

## リニューアル
発売以降、積極的に中味とパッケージデザインのリニューアルを行っている。
- 2004年12月 - 中味とパッケージデザインをリニューアル[7]。基本デザインはそのままに、よりすっきりしたデザインになる。中身は糖類とエンドウたんぱくの配合比率を見直した。
- 2006年
  - 5月下旬 - パッケージデザインをリニューアル[8]。ロゴを大きくするなど、全体のバランスを修正。
  - 9月13日 - 中味とパッケージデザインをリニューアル。デザインは初のフルモデルチェンジで、星を大きくあしらったものになる。発売3日目の同年9月15日で売上100万函[9]、発売19日目の同年10月7日で売上200万函達成[10]。
- 2007年3月 - パッケージデザインとエンドウたんぱくを2回に分けて仕込むWIO（ダブル・イン・ワン）製法を新採用した中味にリニューアル[11]。デザインは、ロゴを斜体にし、ロゴと星に銀色のシャドーが入る。
- 2008年
  - 1月30日 - 中味とパッケージデザインをリニューアル[12]。通常より高めに発酵温度を管理し高発酵させた後、急速冷却することで、雑味成分の分離を促進し、「研ぎ澄まされたスッキリ味」を実現する。デザインは発売当初と同様のロゴ配置になり、The Originalの表記が入る。
  - 12月中旬 - 中味とパッケージデザインをリニューアル[13]。よりすっきりした味になり、デザインは銀色地に青のシンプルなものになる。
- 2009年6月下旬 - パッケージデザインをリニューアル[14]。配色は白地に青に戻り、中央に「SHARP & CLEAR」の帯が入る。
- 2010年3月24日 - 中味・パッケージデザイン・価格をリニューアル[15]。ホップの配合比率を見直し、さらにすっきり味になる。基本デザインはそのままに、「SHARP & CLEAR」の書体が手書き風の筆記体になる。さらに価格も、コスト削減を反映し、より低価格になる。
- 2012年3月7日 - 中味・パッケージデザインをリニューアル[16]。再度ホップの配合比率を見直し、さらにすっきり味になる。
- 2019年3月20日 - パッケージデザイン・内容量・価格をリニューアル[17]。これに伴い、従来商品に対する低価格化を実現する理由のため、内容量減少に伴うシュリンクダウンを実施し、350ml缶は内容量が330mlに、500ml缶は内容量が470mlにそれぞれ減少した。

## 限定商品
- サッポロ ドラフトワン 夏色缶 - 2006年6月21日、希少性の高いニュージーランド産ホップ「ネルソンソーヴィン」を日本で初めて使用した季節限定商品を全国発売[18]。
- サッポロ ドラフトワン スパークリングアロマ - 2007年12月5日、前回に続きニュージーランド産ホップ「ネルソンソーヴィン」を使用した期間限定商品を全国発売[19]。
- サッポロ ドラフトワン クリア - 2010年3月頃発売。イオン系列限定品で、よりクリアな味になっている。

## CM

### キャラクター
現在
（2020年現在該当なし）
過去
- 吉田秀彦
- SHIHO
- 木梨憲武
- 比嘉栄昇（BEGIN）
- 阿部寛
- 千原ジュニア
- 清原和博
- 多部未華子
- オードリー
- 中村果生莉（2010年サッポロビールイメージガール）
- 葉月ミカ（2011年サッポロビールイメージガール）
- 野村太士
- 持田香織（宇崎竜童と共演）
- 宇崎竜童（持田香織と共演）

### ドラフトワン公国
「サッポロドラフトワン」のCMに登場する架空の国である。すべての国民がドラフトワンを愛しており、国の店にはどこでもドラフトワンが売られている。ドラフトワンはアベール王子の祖先が作ったという。
2006年9月13日ドラフトワンに合う食べ物『ドラフード』を探す旅に出発。餃子、キムチ鍋、鶏の唐揚げ、ピザ、焼きそば、カレーライス、ちゃんこ鍋が選ばれた。2008年2月からはキャッチフレーズを「ドラドンピシャ！」に変更。
また、2007年には、ドラフトワン公国の国家予算を投じてドラフード探しの旅に招待するという国を挙げての一大イベントを実施。